# Güngören
Güngören is een Turks district in de provincie Istanboel en telt 318.545 inwoners (2007). Het district heeft een oppervlakte van 7,6 km².
De bevolkingsontwikkeling van het district is weergegeven in onderstaande tabel.
| 1997    | 2000    | 2007    |
| ------- | ------- | ------- |
| 271.853 | 272.950 | 318.545 |